# ヨーロッパ・スポーツ閣僚会議
ヨーロッパ・スポーツ閣僚会議（ヨーロッパ・スポーツかくりょうかいぎ、英:Conference of European Ministers responsible for Sport）とは、ヨーロッパ諸国のスポーツ閣僚が参加する国際会議である。
1975年にブリュッセルで第1回会議が開かれ、ヨーロッパ・スポーツ・フォー・オール憲章が採択された。
以後数年おきに開催されている。